# Michałkowice (Opole)
Michałkowice [pronunciación en polaco: /mixau̯kɔˈvit͡sɛ/] (en alemán: Michelsdorf) es un pueblo en el distrito administrativo de Gmina Branice, dentro del Distrito de Głubczyce, Voivodato de Opole, en el sudoeste de Polonia, cercano a la frontera checa. Se encuentra aproximadamente 3 kilómetros al norte de Branice, 14 kilómetros al sur de Głubczyce, y 67 kilómetros de la capital regional, Opole.
Hasta 1945 el área era parte de Alemania (véase Territorios Polacos Recuperados).
El pueblo tiene una población de 190 habitantes.